# Placenta retinguda
La placenta retinguda (o retenció de placenta o retenció placentària) és un trastorn en què tota o una part de la placenta o membranes romanen a l'úter durant la tercera etapa del part (la fase de deslliurament).
Es consideren, generalment, dos tipus de placenta retinguda:
- Per fallida en la separació de la placenta del revestiment uterí
- Per retenció dins de l'úter d'una placenta separada del revestiment uterí

Una placenta retinguda sol ser una causa d'hemorràgia postpart, tant primària com secundària.
La placenta retinguda es defineix generalment com una placenta que no s'ha expulsat en els 30 minuts posteriors al naixement del nadó, tot i actuar en la tercera etapa del part.